# Carapace

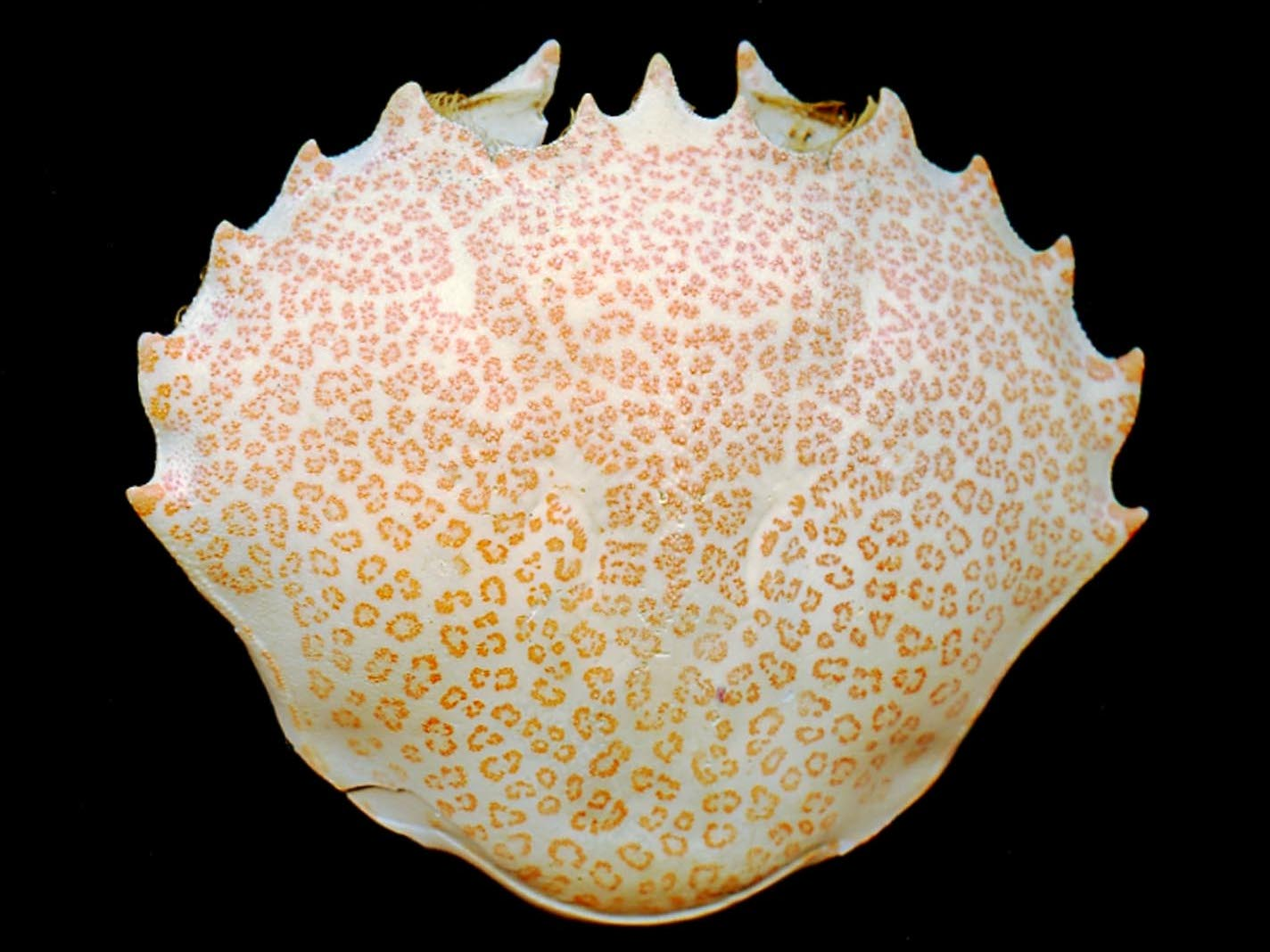
Il carapace di un Ovalipes ocellatus

Il carapace è una parte dell'esoscheletro presente in certi animali, fra cui artropodi (come crostacei e aracnidi) e vertebrati (come le tartarughe).

## Crostacei

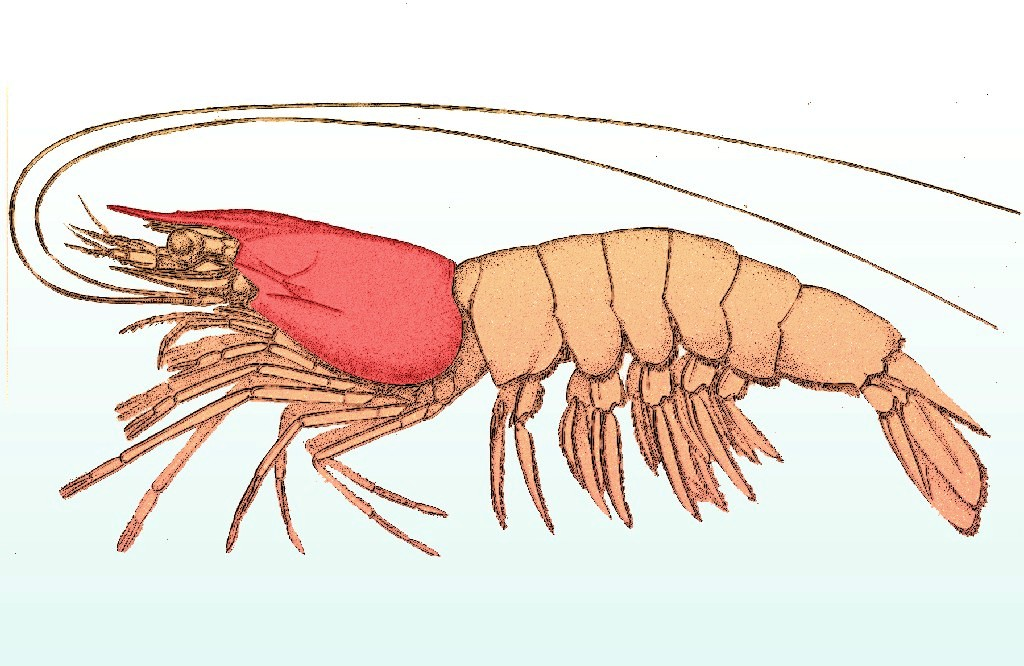
Un crostaceo (gambero), con il carapace colorato in rosso

Nei crostacei il carapace è la porzione di esoscheletro (evidenziata in rosso nell'immagine), particolarmente sviluppata in granchi e aragoste, che protegge il cefalotorace. A seconda della specie, il livello di calcificazione può variare. In alcuni crostacei (in particolare Malacostraca) si protrae davanti agli occhi, prendendo il nome di rostro.
Il carapace, come l'esoscheletro, è formato da quattro strati (che, nell'insieme, sono chiamati cuticola): 
- epicuticola: proteica e lipidica, priva di chitina;
- esocuticola: formata da proteine e chitina eventualmente calcificata;
- endocuticola: ricca in chitina e che può essere abbondantemente calcificata;
- strato membranoso: contenente chitina non calcificata addossato all’epiderma.

## Aracnidi
Negli aracnidi il carapace è formato dalla fusione dei tergiti in cui sono situati gli occhi, l'ocularium, ozopori e diverse fanere. In alcuni ordini, come Solifugae e Schizomida può essere composto da altre parti.

## Tartarughe

Il carapace della tartaruga

Il carapace delle tartarughe (noto anche come teca) è sostanzialmente la parte superiore del guscio.
Ciascuna squama che compone il carapace prende il nome di scuto.
Attraverso l'esame dello stesso si possono vedere le fasi della crescita dell'animale come se fosse un tronco d'albero.